# Majków Duży
Majków Duży – wieś w Polsce położona w województwie łódzkim, w powiecie piotrkowskim, w gminie Wola Krzysztoporska.
W latach 1975–1998 miejscowość administracyjnie należała do województwa piotrkowskiego.
Nazwa wsi ma rodowe pochodzenie i wywodzi się od archaicznego imienia Mojek, występującego przypuszczalnie wśród członków rycerskiego rodu Jelitczyków - średniowiecznych właścicieli ziemi stanowiącej współczesne obszary wsi. Gniazdem rodowym wspomnianej familii były Majkowice leżące w dolinie Pilicy na lewym brzegu, na południe od Sulejowa.

Majków, wieś ta, do panującego należała od dawna, ale w 1311 r. wraz z kilkoma innymi przeszła w ręce szlacheckie w wyniku darowizny dokonanej przez Władysława Łokietka Wacławowi Liszowiczowi (lub Lisowi, Lisowicowi), pochodzącemu z wielkopolskiego rodu Zarębów. Z monarszego więc nadania wziął swój początek znany dokładnie majątkowy kompleks lutomierski, w skład którego wchodziło miasto Lutomiersk i następujące wsie:
Majków, Rokszyce, Pstrkonie, Wojsławice i Woźniki, a także najprawdopodobniej i Wrząca, włączona przez Łokietka do Lutomierska jeszcze w 1296 r. Pozostaje także do wyjaśnienia sprawa, co się stało z majątkiem, który w 1311 r. otrzymał Liszowicz. Otóż w świetle znanych przekazów źródłowych można stwierdzić, że potomkowie jego utracili znaczną część kompleksu lutomierskiego, a mianowicie Lutomiersk zapewne z przyłączonymi do niego wsiami: Wrzącą, Majkowem, Rokszycami i Wojsławicami, utrzymując jedynie Pstrkonie i Woźniki.
Wieś Majków w posiadaniu szlachty pozostawała do końca XIV w., gdyż w 1399 r. była jeszcze własnością szlachecką. Jednak w początku następnego stulecia wieś ta weszła z powrotem w skład domeny monarszej, bo w 1418 r. została określona jako osada królewska.
Wieś Majków liczyła w 1827 r. 76 domostw, zamieszkiwało ją 664 mieszkańców, do wsi należało 1368 mórg ziemi włościańskiej. Znajdowała się tu także szkoła, początkowa jednoklasowa. Natomiast folwark i osada karczmarska liczyły 6 domów, 44 mieszkańców i 302 morgi ziemi. Poza tym Majkowskie Holendry (Majkowskie Olendry)- obecnie wieś Olendry w gminie Grabica w tymże 1827 r. były kolonią liczącą 6 domów, 57 mieszkańców i 307 mórg ziemi włościańskiej. U schyłku XIX w. wieś była rozległa a w posiadaniu miejscowych gospodarzy było 1368 mórg (ok. 766 ha.). Miejscowy folwark użytkował 300 mórg (ok.168 ha.), z czego 274 morgi (ok.153,4) stanowiły grunty orne, 13 (ok.7,28) mórg łąki, pozostała powierzchnia była zabudowana 15 drewnianymi budynkami.

W niektórych wsiach sąsiadujących z Majkowem (Gomulin, Cisowa, Szydłów) niejednokrotnie można się spotkać z określeniem Majkowa jako wsi Królewskiej.
Właścicielem dóbr w 1846 roku zostaje Antoni Przyłuski, syn Jana.
1859 – utworzenie gminy Szydłów do której przynależy wieś Majków. Realizacja ukazów o urządzeniu włościan w Królestwie Polskim z 2 marca 1864 r. spowodowała konieczność sporządzenia podstawowych dokumentów uwłaszczeniowych w postaci tabel likwidacyjnych, sporządzanych dla wsi i miast prywatnych i nadawczych, dla wsi i miast rządowych, majorackich i instytutowych, określających rozmiary gospodarstw chłopskich. Skutkowało to tym że Majków został geodezyjnie podzielony na trzy wsie Majkowy.

Właścicielem pozostałego folwarku po podziale Majkowa staje się w roku 1876 Bogusław Materna. Do roku 1879 została zakończona likwidacja osady Majków zwanej "Starą Wsią". W roku 1888 ostatnim właścicielem folwarku został Roman Bronikowski.
Urząd Gminy w Szydłowie w roku 1916 nadał przymiotniki trzem powstałym po rozpadzie osady Majków majkowom nazwy: Duży, Średni i Mały. Następnie miała miejsce parcelacjafolwarku w roku 1919 na którego miejsce powstała wieś Majków-Folwark.
Rok 1973 to okres w którym powstała gmina Piotrków, do której został przyłączony Majków Duży. Lecz Majków w tej gminie nie był zbyt długo, gdyż w roku 1978 gmina Piotrków została zniesiona, a Majków Duży został przyłączony do gminy Wola Krzysztoporska. Pozostałe wsie powstałe po rozpadzie osady Majków zostały przyłączone do gminy Grabica.

Podczas II wojny światowej w roku 1944 na terenie Majkowa Dużego miało miejsce wysiedlenie. Niemcy mieszkający w okolicach Barkowic osiedlali się na bardziej żyznych terenach Majkowa. Prawowici mieszkańcy byli zaś zsyłani na tereny faszystowskich Niemiec do robót przymusowych. Pomnik poległych podczas obrony kraju, którzy wykazali się odwagą i brali udział w czynnym sprzeciwie podczas okupacji hitlerowskiej w czasie II wojny światowej, świadczy o patriotyzmie mieszkańców ponoszących duże ofiary. Po powrocie mieszkańców Majkowa ze zesłania zaczęto odbudowywać jak i stawiać nowe budynki. W roku 1976 powstała m.in. remiza strażacka Ochotniczej Straży Pożarnej. Był tutaj również młyn lecz niestety nie przetrwał on do naszych czasów. W roku 1996 zlikwidowano również szkołę podstawową.
Przez wiele lat Majków Duży należał do Parafii Najświętszego Serca Jezusowego w Piotrkowie Trybunalskim, lecz w roku 1993 został przeniesiony, do Parafii św. Mikołaja w Gomulinie. 

Majków Duży to wieś typowo rolnicza, przeważa gospodarka hodowlana, występuje działalność gospodarczo-usługowa jak i handel. Na terenie Majkowa Dużego funkcjonowała do początku XXI wieku kuźnia.

Działalność rolna to głównie produkcja zbóż oraz produkcja warzyw szklarniowych i gruntowych.
Na jej terenie działa Ochotnicza Straż Pożarna, jak i Koło Gospodyń Wiejskich.
Ważniejsze wydarzenia w dziejach Majkowa:

1311 - pierwsza wzmianka o osadzie Królewskiej Majków w akcie nadania Wacławowi Lisowiczowi dóbr majkowskich przez króla Władysława Łokietka.

1432 - nadanie rycerzowi Krystianowi Magierze sołectwa wsi Majków przez króla Władysława Jagiełłę.

1516 - Żochowski herbu Brodzic - starosta piotrkowski.

1572 - Piotr Szpoltt - starosta piotrkowski.

1628 - Albert Starołęcki - starosta piotrkowski.

1657 - Stefan Czarnecki - starosta piotrkowski.

1670 - Michał Warszycki - miecznik koronny.

1758 - Jacek Małachowski - referendarz koronny, a od 1776r. starosta piotrkowski.

1776 - Jan Przyłuski - starosta piotrkowski.

1792 - w północno-wschodniej części dóbr majkowskich powstaje osada holenderska - dziś wieś Olendry.

1817 - przybywają liczni koloniści z Niemiec, Francji i Włoch, którzy osiedlają się w osadzie Majków zwanej "Starą Wsią".

1846 - właścicielem dóbr zostaje Antoni Przyłuski, syn Jana.

1859 - utworzenie gminy Szydłów do której przynależy wieś Majków.

1873 - geodezyjny podział pól majkowskich na trzy wsie, tzw. "tabela likwidacyjna".

1876 - właścicielem pozostałego folwarku staje się Bogusław Materna.

1879 - zakończenie likwidacji osady Majków zwanej "Starą Wsią".

1888 - właścicielem folwarku zostaje Roman Bronikowski(ostatni właściciel).

1916 - nadanie przez Urząd Gminy Szydłów wsiom majkowskim przymiotnika : Duży, Średni i Mały.

1919 - następuje parcelacja folwarku i powstanie wsi Majków-Folwark.

1973 - zmiany organizacyjne - wsie Majkowy zostają włączone do nowo utworzonej Gminy Piotrków.

1978 - likwidacja Gminy Piotrków - Majków Duży przechodzi do Gminy Wola Krzysztoporska, a pozostałe wsie do Gminy Grabica.

2011 - rok obchodów Jubileuszu Majkowa.
Zobacz też: Majków, Majków Mały, Majków Średni, Majków-Folwark, Olendry